# Currie Cup First Division 2008
La Currie Cup First Division de 2008 fue la novena edición de la segunda división del rugby provincial de Sudáfrica.
El campeón fue el equipo de Griffons quienes obtuvieron su primer campeonato.

## Sistema de disputa
El torneo se disputó en formato liga donde cada equipo se enfrentó a los equipos restantes, luego los mejores cuatro clasificados disputaron semifinales y final.
Los dos mejores equipos obtienen el derecho de disputar el repechaje frente a los últimos clasificado de la Premier Division.

## Clasificación
| Pos. | Equipo           | Encuentros | Encuentros | Encuentros | Encuentros | Tantos | Tantos | Tantos | Puntos Bonus | Puntos |
| Pos. | Equipo           | PJ         | PG         | PE         | PP         | F      | C      | Dif    | PB           | Puntos |
| ---- | ---------------- | ---------- | ---------- | ---------- | ---------- | ------ | ------ | ------ | ------------ | ------ |
| 1.º  | Leopards         | 10         | 8          | 0          | 2          | 438    | 262    | 176    | 9            | 41     |
| 2.º  | Griffons         | 10         | 7          | 0          | 3          | 303    | 214    | 89     | 4            | 32     |
| 3.º  | SWD Eagles       | 10         | 5          | 0          | 5          | 307    | 262    | 45     | 9            | 29     |
| 4.º  | Pumas            | 10         | 4          | 0          | 6          | 268    | 362    | -94    | 8            | 24     |
| 5.º  | Border Bulldogs  | 10         | 4          | 0          | 6          | 232    | 366    | -134   | 3            | 19     |
| 6.º  | Mighty Elephants | 10         | 2          | 0          | 8          | 238    | 320    | -82    | 5            | 13     |

|  | Semifinalistas. |

### Semifinales
| 3 de octubre | Leopards | 50 - 18 | Pumas |  |  |

| 4 de octubre | Griffons | 43 - 30 | SWD Eagles |  |  |

### Final
| 10 de octubre | Leopards | 26 - 31 | Griffons | Olën Park, Potchefstroom |  |

| Bandera de Sudáfrica |
| Campeón Griffons     |
| Primer título        |